# Franz Donth
Franz Donth někdy uváděný česky jako František Donth byl československý lyžař-běžec na lyžích německé národnosti. Žil v Rokytnici nad Jizerou a pracoval jako dřevorubec.

## Sportovní kariéra
Na II. ZOH ve Svatém Mořici 1928 skončil v běhu na lyžích na 18 km na 11. místě a na 50 km na 14. místě. Na mistrovství světa v klasickém lyžování 1925 vyhrál závod na 18 i 50 km. Na mistrovství světa v klasickém lyžování 1927 získal stříbrnou medaili na 18 km a bronzovou na 50 km. Na mistrovství světa v klasickém lyžování 1929 skončil na 10. místě na 18 i 50 km. V letech 1925 a 1927 získal titul mistra Československa na 50 km.